# 姆巴利湖

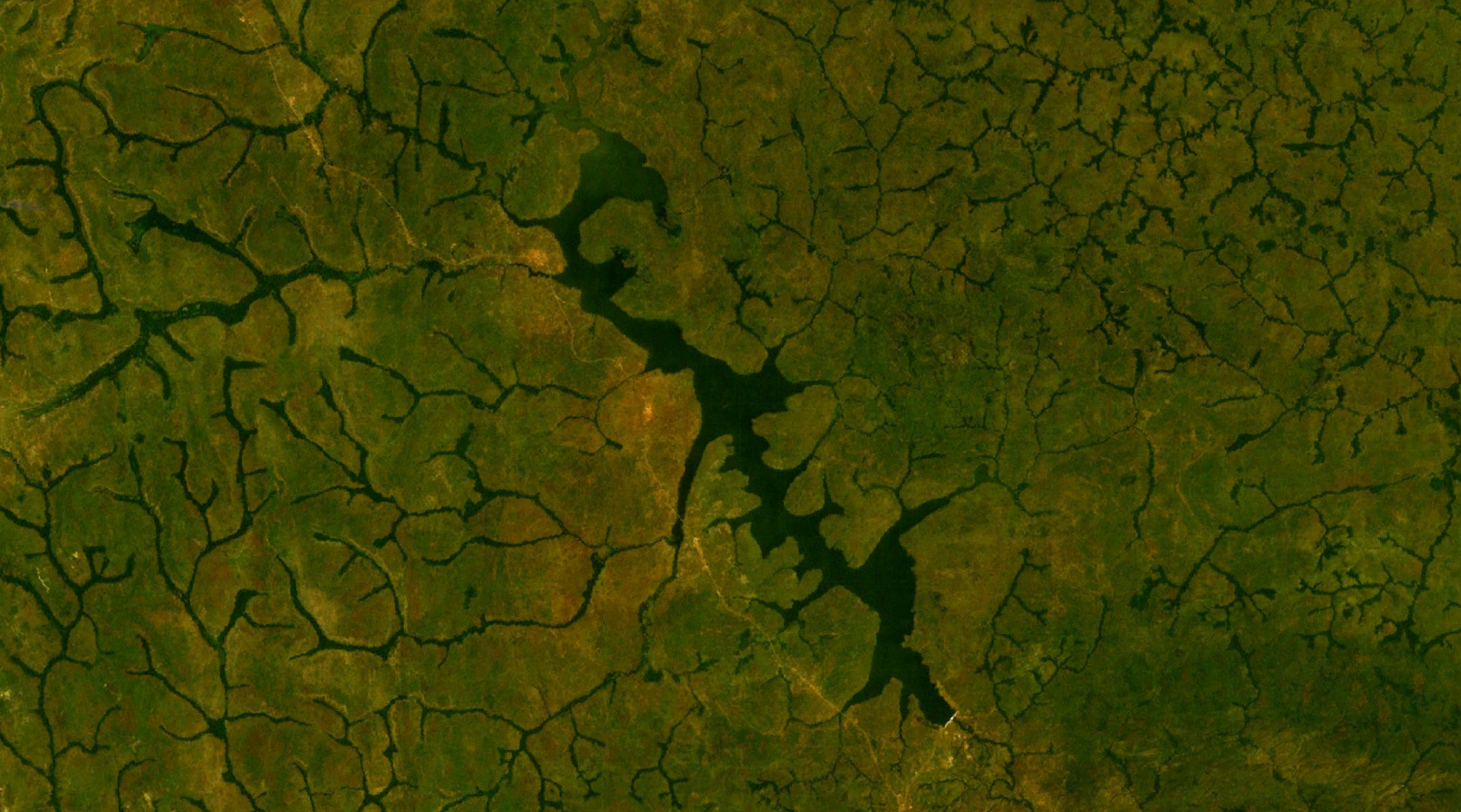

姆巴利湖（法語：Lac de la Mbali），是中非共和國的湖泊，位於該國中南部，由翁貝拉-姆波科省負責管轄，處於姆巴利河，長28公里、寬7公里，面積40平方公里，海拔高度547米。